# Oghamsteine im Drummin Fort

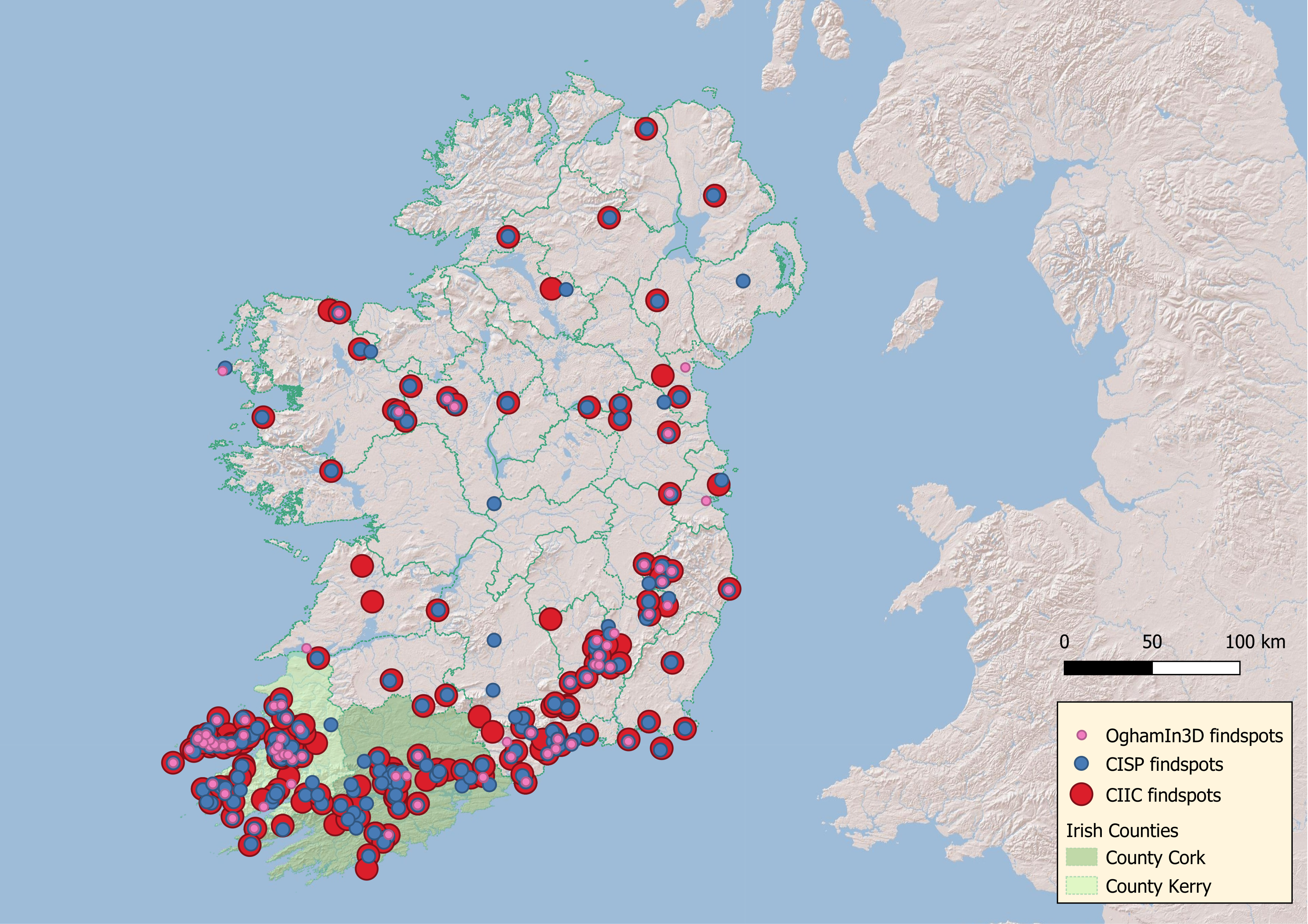
Verbreitung von Oghamsteinen in Irland

Die Oghamsteine im Drummin Fort befinden sich in und an einem Ringfort (Rath) von etwa 55,0 Metern Durchmesser mit tiefem Graben und äußerem Wall im Townland Drummin (irisch An Dromainn) bei Bellanagare im County Roscommon in Irland. 
Der „The Long Acre“ oder „Drummin I“ genannte Oghamstein ist 1,09 m hoch, 0,41 m breit und 0,51 m dick. Er ist weiß getüncht, eine in Irland nicht ungewöhnliche Praxis. Am Ende der Inschrift fehlt Text. Was erhalten blieb lautet: ᚛ᚉᚒᚅᚑᚃᚐᚈᚑ᚜, transliteriert CUNOVATO.
Südlich der Oghamsteine steht ein 1,1 m hoher, 0,45 m breiter und 0,3 m dicker Menhir.
Drummin II ist eine Sandsteinsäule (1,9 × 0,55 × 0,35 m) außerhalb des Raths. Sie wurde 1985 entdeckt. Sie liegt auf dem Boden. Die transkribierte Inschrift lautet: RAVASA KOI MAQQI D / T ... L und SENN. Übersetzt: „Hier ist Ravasa, Sohn von ...“.